# WYLL

Projektzeichnung im Bell Telephone Magazine, WJJD-Studio (1922)

WYLL Christian Talk & Teaching ist ein christlicher Radiosender der evangelikalen Salem Communication in Chicago, Illinois. Die Studios befinden sich in Elk Grove Village,
⊙ während die Sender in Des Plaines ⊙ und Lockport ⊙ stehen. WYLL wurde als Class B AM radio station lizenziert und strahlt auf der Clear Channel Mittelwellenfrequenz 1160 kHz aus.
Das Programm besteht aus Gottesdiensten, Predigten und lokalen Call-in-Sendungen. Die Station ging bereits 1924 als WJJD auf Sendung.